# Orquesta Sinfónica de Dresde
La Orquesta Sinfónica de Dresde (en alemán: Dresdner Sinfoniker) es una agrupación orquestal alemana de música contemporánea con sede en Dresde, que fue fundada en 1997. Su repertorio está compuesto por música china, latinoamericana y oriental, así como por obras de John Adams, Frank Zappa, Mark-Anthony Turnage y Tan Dun, entre otros compositores actuales.

## Historia
La orquesta fue fundada en 1997 por Markus Rindt y Sven Helbig. En 2003 se convirtió en centro de la atención internacional por su heterodoxo ciclo de canciones "Mein Herz brennt", basado en letras y música del grupo Rammstein. El compositor sajón Torsten Rasch añadió arreglos orquestales en las canciones del grupo de metal industrial, confiriéndoles un sonido completamente nuevo. El trabajo, publicado por la firma Deutsche Grammophon, les valió el premio Echo Klassik en 2004.
También en 2004, la Sinfónica grabó para la discográfica EMI junto a los Pet Shop Boys una nueva banda sonora para la película muda de Sergéi Eizenshtéin "El acorazado Potemkin". En 2006 compusieron la Hochhaussinfonie en un bloque de viviendas de la Prager Straße (Dresde).
La orquesta fue galardonada en 2000 por el Ayuntamiento de Dresde. A lo largo de los años, han dado conciertos en ciudades como Atenas, Madrid o París y colaborado con artistas como el Kronos Quartet, René Pape, Bryn Terfel, Katharina Thalbach, Peter Damm, Andreas Boyde y Peter Bruns, entre otros.

## Directores
- Michael Helmrath
- Jonathan Nott
- John Carewe
- Olari Elts
- Jonathan Stockhammer
- Eckehard Stier
- Andrea Molino
- José Areán